# Hydaticus kolbei
Hydaticus kolbei är en skalbaggsart som beskrevs av Branden 1885. Hydaticus kolbei ingår i släktet Hydaticus och familjen dykare. Inga underarter finns listade i Catalogue of Life.